# Діаблада

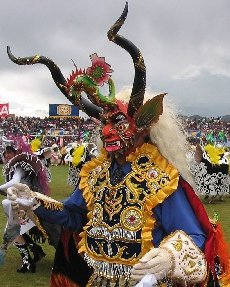
Костюм диявола на карнавалі

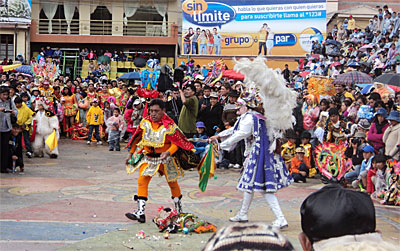
«Автетнтична» діаблада в Оруро

Діабла́да — це танець, що називавається так через маски та костюми дияволів (ісп. Diablo — диявол), які використовують танцюристи. Танець відображує протистояння сил зла і добра; він поєднує стільки різних елементів — і традиційні католицькі запозичення, які принесли з собою іспанські конкістадори та звичаї андських індіанців. Цей танець поширений серед населення Анд (на заході Болівії, на півдні Перу, на півночі Аргентини і Чилі), а також в болівійських діаспорах Аргентини, США та Австрії. В основному діаблада танцюється на Карнававлі Оруро (Болівія), на Святі Канделарії (Перу), на маленьких карнавалах на півночі Аргентини та на Святі Тірани в Чилі.

## Історія танцю
Спочартку діблада мала назву — «танець дияволів» (ісп. danza de diablos). Він був значно простішим. Процес поєднання різних звичаїв тривав з 1789 по 1944 року в якому сформувались маскарадна група «диявольських статистів», яку ще називали «Діаблада».
Зараз це дійство має такий вигляд — багатокілометровий парад танцюристів-дияволів в рожевих панталонах, оксамитових шапочках з вишитими зміями і драконами, в комічних і страшних масках з рогами, витріщеними очима й іклами, що стирчать ходять вулицями міст. Парад триває цілих 10 днів. По всіх вулицях ходять ряджені в костюмах тотемні тварин. Завершується все це інфернальне божевілля театралізованою перемогою Архангела Михаїла над Люцифером і «водяною битвою», коли всі починають кидати один в одного водяними «бомбами».

## Генезис танцю
Сам танець є сумішшю іспанських театральних вистав і андійських релігійних церемоній, таких як наприклад танець льяма-льяма в честь Уру — бога Тіви (захисника річок і озер), Тіо Супай — богу гір та аймарський джерельний ритуал присвячений Анчанчю (жахливому духові-демону печер та інших ізольованих місць). Після насадження в Болівії християнства образи індіанських культових персонажів — Матері-землі Пачамами і «Господаря гори» Туо Супай — трансформувалися в фігури Святої Діви Марії і Диявола.